# Segunda Categoría de Chimborazo 2017
El Campeonato Provincial de Segunda Categoría de Chimborazo 2017 fue un torneo de fútbol en Ecuador en el cual compitieron equipos de la Provincia de Chimborazo. El torneo fue organizado por la Asociación de Fútbol No Aficionado de Chimborazo (AFNACH) y avalado por la Federación Ecuatoriana de Fútbol. El torneo empezó el 13 de mayo de 2017 y finalizó el 15 de julio de 2017. Participaron 6 clubes de fútbol y entregó 2 cupos al Zonal de Ascenso de la Segunda Categoría 2017 por el ascenso a la Serie B.

## Sistema de campeonato
El sistema determinado por la Asociación de Fútbol No Aficionado de Chimborazo fue el siguiente:
- Se jugó una etapa única con los 6 equipos establecidos, fue todos contra todos ida y vuelta (10 fechas), al final los equipos que terminaron en primer y segundo lugar clasificaron a los zonales de Segunda Categoría 2017 como campeón y vicecampeón respectivamente.

## Equipos participantes
| Equipos participantes                  | Equipos participantes | Equipos participantes                  |
| -------------------------------------- | --------------------- | -------------------------------------- |
|                                        |                       |                                        |
| Equipo                                 | Ciudad                | Estadio                                |
| Club Deportivo Star Club               | Riobamba              | Estadio Salesiano Padre Pascual Bissón |
| Club Estudiantes de La Plata (Ecuador) | Pallatanga            | Estadio Municipal de Pallatanga        |
| Independiente San Pedro                | Alausí                | Estadio Municipal de Alausí            |
| Club Deportivo Darwin                  | Alausí                | Estadio Municipal de Alausí            |
| Club Deportivo Guano                   | Guano                 | Estadio Timoteo Machado                |
| Club Social y Deportivo Alianza        | Guano                 | Estadio Timoteo Machado                |

## Equipos por Cantón
| Cantón     | N.º | Equipos                            |
| ---------- | --- | ---------------------------------- |
| Guano      | 2   | - Deportivo Guano - Alianza        |
| Alausí     | 2   | - Independiente San Pedro - Darwin |
| Riobamba   | 1   | - Star Club                        |
| Pallatanga | 1   | - Estudiantes de La Plata          |

## Clasificación
|  |    | Equipo                  | PJ | PG | PE | PP | GF | GC | DG  | PTS |
|  | -- | ----------------------- | -- | -- | -- | -- | -- | -- | --- | --- |
|  | 1. | Alianza                 | 10 | 7  | 2  | 1  | 31 | 7  | +24 | 23  |
|  | 2. | Deportivo Guano         | 10 | 6  | 3  | 1  | 34 | 9  | +25 | 21  |
|  | 3. | Independiente San Pedro | 10 | 5  | 3  | 2  | 23 | 12 | +11 | 18  |
|  | 4. | Star Club               | 9  | 2  | 2  | 5  | 16 | 13 | +3  | 8   |
|  | 5. | Darwin                  | 9  | 2  | 2  | 5  | 9  | 19 | -10 | 8   |
|  | 6. | Estudiantes de La Plata | 10 | 1  | 0  | 9  | 7  | 60 | -53 | 3   |

|  | Campeón y clasificado a los zonales de Segunda Categoría 2017.     |
|  | Vicecampeón y clasificado a los zonales de Segunda Categoría 2017. |

## Evolución de la clasificación
| Equipo / Jornada        | 01 | 02 | 03 | 04 | 05 | 06 | 07 | 08 | 09 | 10 |
| ----------------------- | -- | -- | -- | -- | -- | -- | -- | -- | -- | -- |
| Alianza                 | 1  | 1  | 1  | 1  | 1  | 1  | 1  | 1  | 2  | 1  |
| Deportivo Guano         | 5  | 3  | 2  | 2  | 2  | 2  | 2  | 2  | 1  | 2  |
| Independiente San Pedro | 2  | 2  | 3  | 3  | 3  | 3  | 3  | 3  | 3  | 3  |
| Star Club               | 3  | 4  | 5  | 4  | 4  | 4  | 4  | 4  | 4  | 4  |
| Darwin                  | 4  | 5  | 6  | 6  | 6  | 6  | 6  | 5  | 5  | 5  |
| Estudiantes de La Plata | 6  | 6  | 4  | 5  | 5  | 5  | 5  | 6  | 6  | 6  |

## Resultados
| Star Club               | 0 - 0 | Darwin                  | Pascual Bissón      | 13 de mayo | 12:00 |
| Alianza                 | 7 - 0 | Estudiantes de La Plata | Timoteo Machado     | 14 de mayo | 12:00 |
| Independiente San Pedro | 1 - 0 | Deportivo Guano         | Municipal de Alausí | 14 de mayo | 15:00 |

| Star Club       | 0 - 0  | Independiente San Pedro | Pascual Bissón      | 19 de mayo | 13:00 |
| Deportivo Guano | 10 - 1 | Estudiantes de La Plata | Timoteo Machado     | 21 de mayo | 12:00 |
| Darwin          | 2 - 5  | Alianza                 | Municipal de Alausí | 21 de mayo | 15:00 |

| Independiente San Pedro | 0 - 2 | Alianza   | Municipal de Alausí     | 26 de mayo | 15:00 |
| Deportivo Guano         | 2 - 1 | Star Club | Timoteo Machado         | 28 de mayo | 12:00 |
| Estudiantes de La Plata | 2 - 1 | Darwin    | Municipal de Pallatanga | 28 de mayo | 14:00 |

| Star Club | 7 - 0 | Estudiantes de La Plata | Pascual Bissón      | 3 de junio | 14:00 |
| Alianza   | 0 - 0 | Deportivo Guano         | Timoteo Machado     | 4 de junio | 12:30 |
| Darwin    | 1 - 3 | Independiente San Pedro | Municipal de Alausí | 4 de junio | 15:00 |

| Alianza                 | 1 - 0 | Star Club               | Timoteo Machado         | 11 de junio | 13:00 |
| Estudiantes de La Plata | 0 - 4 | Independiente San Pedro | Municipal de Pallatanga | 11 de junio | 14:30 |
| Darwin                  | 0 - 1 | Deportivo Guano         | Municipal de Alausí     | 11 de junio | 15:00 |

| Deportivo Guano         | 6 - 0 | Darwin                  | Timoteo Machado     | 17 de junio | 13:00 |
| Star Club               | 0 - 2 | Alianza                 | Pascual Bissón      | 17 de junio | 14:30 |
| Independiente San Pedro | 6 - 0 | Estudiantes de La Plata | Municipal de Alausí | 18 de junio | 15:00 |

| Deportivo Guano         | 2 - 2 | Alianza   | Timoteo Machado         | 25 de junio | 12:30 |
| Estudiantes de La Plata | 1 - 6 | Star Club | Municipal de Pallatanga | 25 de junio | 14:30 |
| Independiente San Pedro | 2 - 2 | Darwin    | Municipal de Alausí     | 25 de junio | 15:00 |

| Darwin    | 2 - 0 | Estudiantes de La Plata | Municipal de Alausí | 29 de junio | 15:30 |
| Alianza   | 4 - 0 | Independiente San Pedro | Timoteo Machado     | 2 de julio  | 12:30 |
| Star Club | 1 - 2 | Deportivo Guano         | Yaruquíes           | 2 de julio  | 14:30 |

| Independiente San Pedro | 5 - 1 | Star Club       | Municipal de Alausí     | 8 de julio | 13:30 |
| Estudiantes de La Plata | 1 - 9 | Deportivo Guano | Municipal de Pallatanga | 8 de julio | 13:30 |
| Alianza                 | 0 - 1 | Darwin          | Timoteo Machado         | 8 de julio | 13:30 |

| Estudiantes de La Plata | 2 - 8 | Alianza                 | Municipal de Pallatanga | 15 de julio    | 13:30          |
| Deportivo Guano         | 2 - 2 | Independiente San Pedro | Timoteo Machado         | 15 de julio    | 13:30          |
| Darwin                  | -     | Star Club               | No se programó          | No se programó | No se programó |

## Campeón
| |
| |
| Club Social y Deportivo Alianza 1.er Título Clasifica a los zonales de la Segunda Categoría 2017 - También clasifica Club Deportivo Guano como Vicecampeón. |

## Goleadores
- Actualizado el 29 de julio de 2017

| Jugador           | Equipo                  | Goles |
| ----------------- | ----------------------- | ----- |
| 1. Armando Mina   | Independiente San Pedro | 8     |
| 2. Robert Tabares | Deportivo Guano         | 8     |
| 3. Max Mecías     | Alianza                 | 6     |
| 4. Edwin Calle    | Alianza                 | 5     |